# Jorge Luiz L. Fernandes
Jorge Luiz L. Fernandes (Rio de Janeiro, 3 aprile 1962) è un ex nuotatore brasiliano.

## Carriera
Ha rappresentato il Brasile a tre edizioni consecutive dei Giochi olimpici: Mosca 1980, Los Angeles 1984 e Seul 1988.
Ha fatto parte della staffetta che ha vinto la medaglia di bronzo nella 4x200m stile libero ai Giochi olimpici di Mosca 1980.

## Palmarès
- Giochi olimpici estivi

Mosca 1980: bronzo nella 4x200m stile libero.
- Giochi panamericani

San Juan 1979: argento nella 4x200m stile libero.
Caracas 1983: argento nella 4x100m e nella 4x200m stile libero.
Indianapolis 1987: bronzo nella 4x100m e nella 4x200m stile libero e nella 4x100m misti.
- Universiade

Bucarest 1981: argento nei 200m stile libero, bronzo nei 100m stile libero, nella 4x100m e 4x100m stile libero e nella 4x100m misti.